# ゴックン娘
ゴックン娘（ - むすめ）とはかつてフジテレビにて放送されていたお笑い番組『オレたちひょうきん族』内に登場していた3人組のアイドルユニットである。

## 概要
本ユニットは『オレたちひょうきん族』のコーナードラマ『タケちゃんマン』でタケちゃんマン（演:ビートたけし）が“ゴックン!”と言うとどこからともなく登場するのであった。

## メンバー
- 山本リンダ
- 日吉ミミ
- 安倍律子

## 主なネタ
- 「黄色いさくらんぼ」の替え歌
- 「NINJIN娘」の替え歌

ほか